# De Kibbelaar

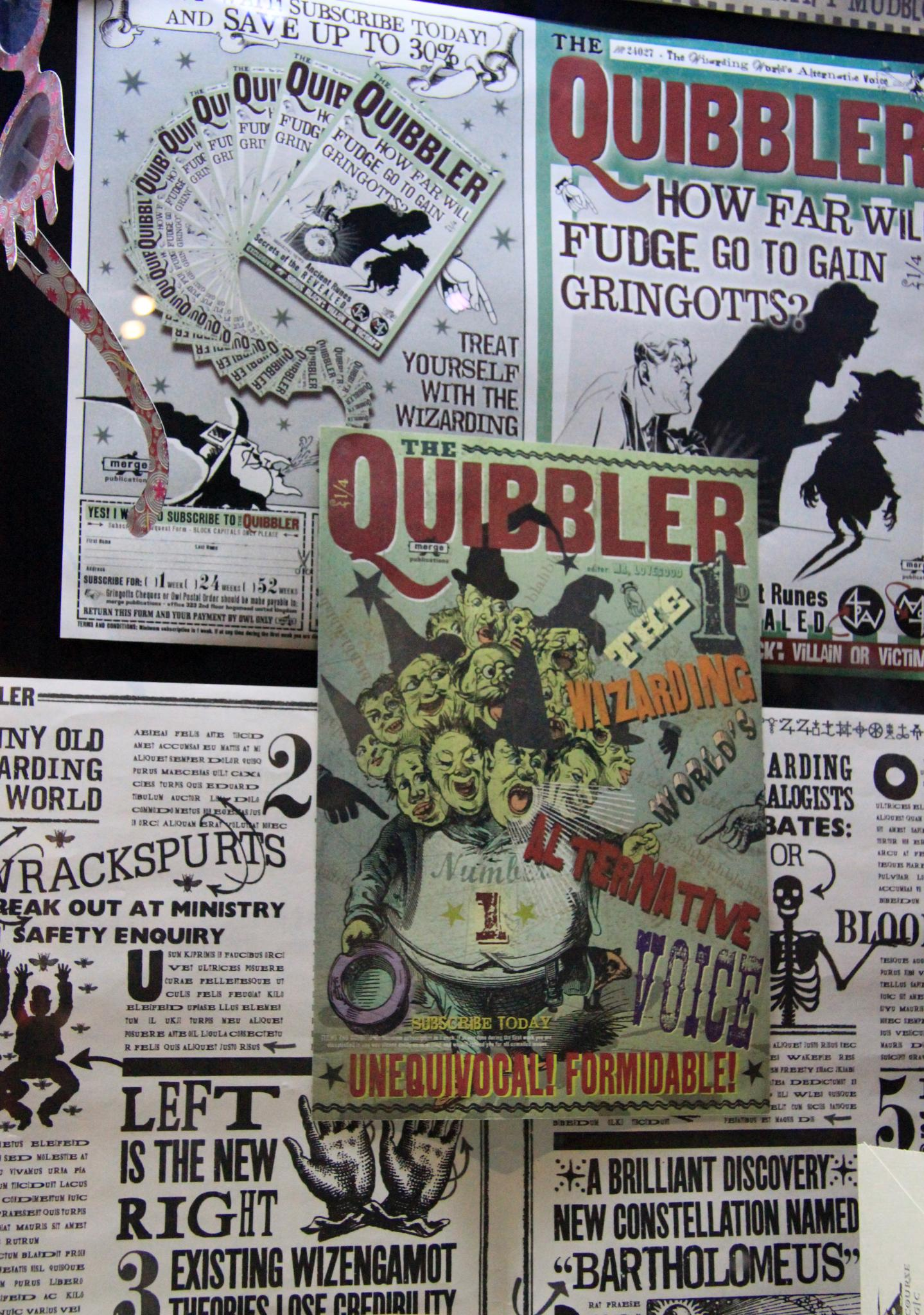

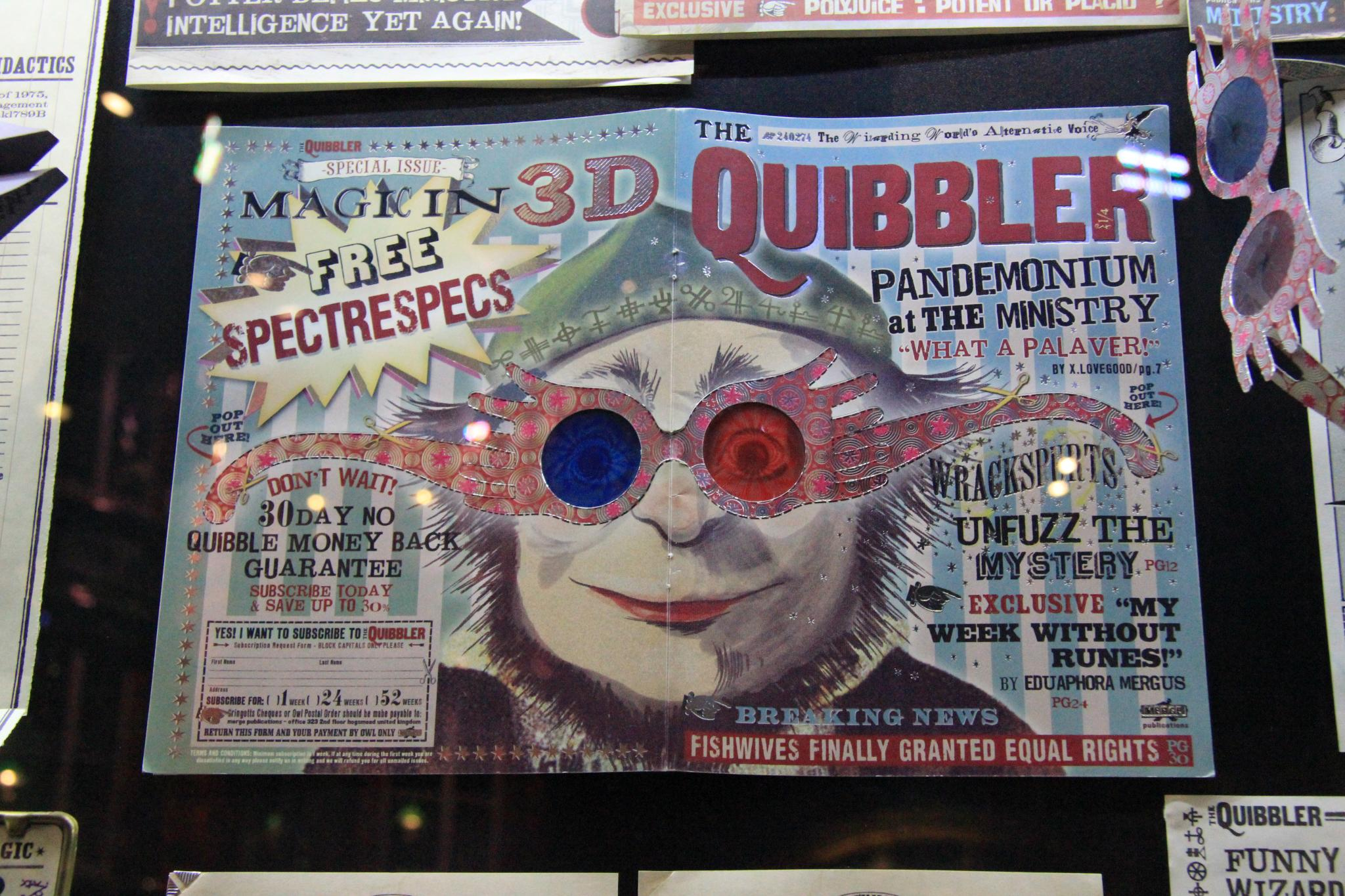

De Kibbelaar (Engels: The Quibbler) is een tijdschrift uit de boeken over Harry Potter. De Kibbelaar wordt voor het eerst genoemd in het vijfde boek, Harry Potter en de Orde van de Feniks.
De hoofdredacteur van het tijdschrift is een beetje een aparte tovenaar met de naam Xenofilus Leeflang. Veel verhalen uit De Kibbelaar zijn onwaar, sommige zelfs heel erg dwaas, bijvoorbeeld het verhaal waarin wordt gesuggereerd dat Sirius Zwarts in werkelijkheid een professionele zanger is, of de beweringen die de lezer aanzetten tot het zoeken naar sporen van de Kreukelhoornige Snottifant. Dit heeft ertoe geleid dat bijna niemand een artikel uit De Kibbelaar gelooft. De enige die onvoorwaardelijk in alle artikelen gelooft is Leeflangs eigen dochter Loena. Schrijvers schrijven altijd gratis voor De Kibbelaar, zij schrijven alleen voor de eer.
In Harry Potter en de Orde van de Feniks overtuigt Hermelien Griffel Rita Pulpers ervan om een artikel te schrijven over Harry's ontmoeting met Heer Voldemort, die aan het einde van Harry's vierde schooljaar plaats had. Er volgt een overeenkomst met Leeflang om dit verhaal in zijn tijdschrift te publiceren. Professor Omber verbiedt, wanneer zij het artikel ontdekt, De Kibbelaar op Zweinstein in een poging om de verspreiding van het verhaal tegen te gaan. Haar plan heeft echter een averechts effect, want er is geen uitgave van De Kibbelaar die eerder uitverkocht was dan deze. Nadat Cornelis Droebel, de Minister van Toverkunst, toegaf dat Voldemort was teruggekeerd, verkocht Leeflang het verhaal aan de Ochtendprofeet voor een zeer goede prijs. Hiervan gingen Leeflang en zijn dochter op expeditie naar Zweden. Dit artikel is slechts een van de weinige (zo niet het enige) ware nieuws dat ooit in De Kibbelaar verschenen is.

## Andere kranten en tijdschriften uit de Harry Potterboeken
- Ochtendprofeet (ook Avondprofeet of Zondagsprofeet)
- Heks en Haard